# Frédéric Dufour
Frédéric Dufour (Lione, 2 febbraio 1976) è un canottiere francese.

## Biografia
La sua squadra di club è stata il AUN Villefranche di Villefranche-sur-Saône.
Ai Giochi del Mediterraneo di Bari 1997 ha vinto l'argento nel 2 di coppia pesi leggeri, con Pascal Touron, concludendo alle spalle degli italiani Leonardo Pettinari e Michelangelo Crispi.
Ai Giochi del Mediterraneo di Tunisi 2001 ha guadagnato l'argento nel singolo pesi leggeri, preceduto sul podio dall'italiano Elia Luini.
Ha rappresentato la Francia ai Giochi olimpici estivi di Atene 2004, dove ha vinto l'argento nel 2 di coppia pesi leggeri, con Pascal Touron, completando la gara dietro ai polacchi Tomasz Kucharski e Robert Sycz.
Ai Giochi del Mediterraneo di Almería 2005 ha guadagnato l'argento nel due di coppia pesi leggeri, insieme a Arnaud Pornin.
Ha fatto la sua seconda apparizione olimpica a Pechino 2008, classificandosi 11º nel 2 di coppia pesi leggeri, assieme a Maxime Goisset.
Ai Giochi del Mediterraneo di Pescara 2009 ha vinto oro nel 2 di coppia pesi leggeri, con Jérémie Azou, precedendo sul podio gli italiani Elia Luini e Marcello Miani e gli sloveni Matevz Malesic e Jure Cvet.

## Palmarès
- Giochi olimpici

Atene 2004: argento nel 2 di coppia pesi leggeri;
- Mondiali

Strathclyde 1996: bronzo nel 4 di coppia pesi leggeri;
Eton 2006: bronzo nel 2 di coppia pesi leggeri;
Poznań 2009: argento nel 2 di coppia pesi leggeri;
Karapiro 2010: argento nel 4 di coppia pesi leggeri;
- Giochi del Mediterraneo

Bari 1997: argento nel 2 di coppia pesi leggeri;
Tunisi 2001: argento nel singolo pesi leggeri;
Almería 2005: argento nel 2 di coppia pesi leggeri;
Pescara 2009: oro nel 2 di coppia pesi leggeri;